# Jurij Kraszeninnikow
Jurij Jurjewicz Kraszeninnikow (ros.  Юрий Юрьевич Крашенинников, ur. 19 grudnia 1984 w Leningradzie) – rosyjski piłkarz plażowy, grający na pozycji obrońcy. Trzykrotny mistrz świata, pięciokrotny mistrz Rosji.
21 grudnia 2012 został odznaczony orderem Zasłużony Mistrzem Sportu.